# Bahía de Ruiz Puente
La Bahía de Ruiz Puente (en inglés: Brenton Loch) es una ensenada y pequeño fiordo en las islas Malvinas. Es uno de un puñado de los llamados lagos de mar fuera de Escocia.
La ensenada corta al oeste la isla Soledad y, junto con el Seno Choiseul, al este, divide por la mitad a la isla. Se encuentra al oeste del istmo en donde se encuentran los asentamientos de Pradera del Ganso y Puerto Darwin.
La bahía desemboca en el estrecho de San Carlos y desde aquí se puede divisar el Cerro Alberdi. Además, junto con la Bahía San Carlos, es una de las propuestas terminales de ferry para conectar la isla Soledad con la isla Gran Malvina. 

## Toponimia
El nombre en español de la bahía recuerda a Felipe Ruiz Puente, quien fuera el primer administrador militar español en las islas, entre 1767 y 1773.
En inglés a veces se conoce como Brenton Sound. El extremo sur del lago es conocido como "La Boca" o "The Boca". El extremo más alejado, es denominado como Grantham Sound. Además, su nombre en este idioma puede provenir del hecho de que muchos de los habitantes de Pradera del Ganso en el siglo XIX eran colonos de origen escocés.

## Historia

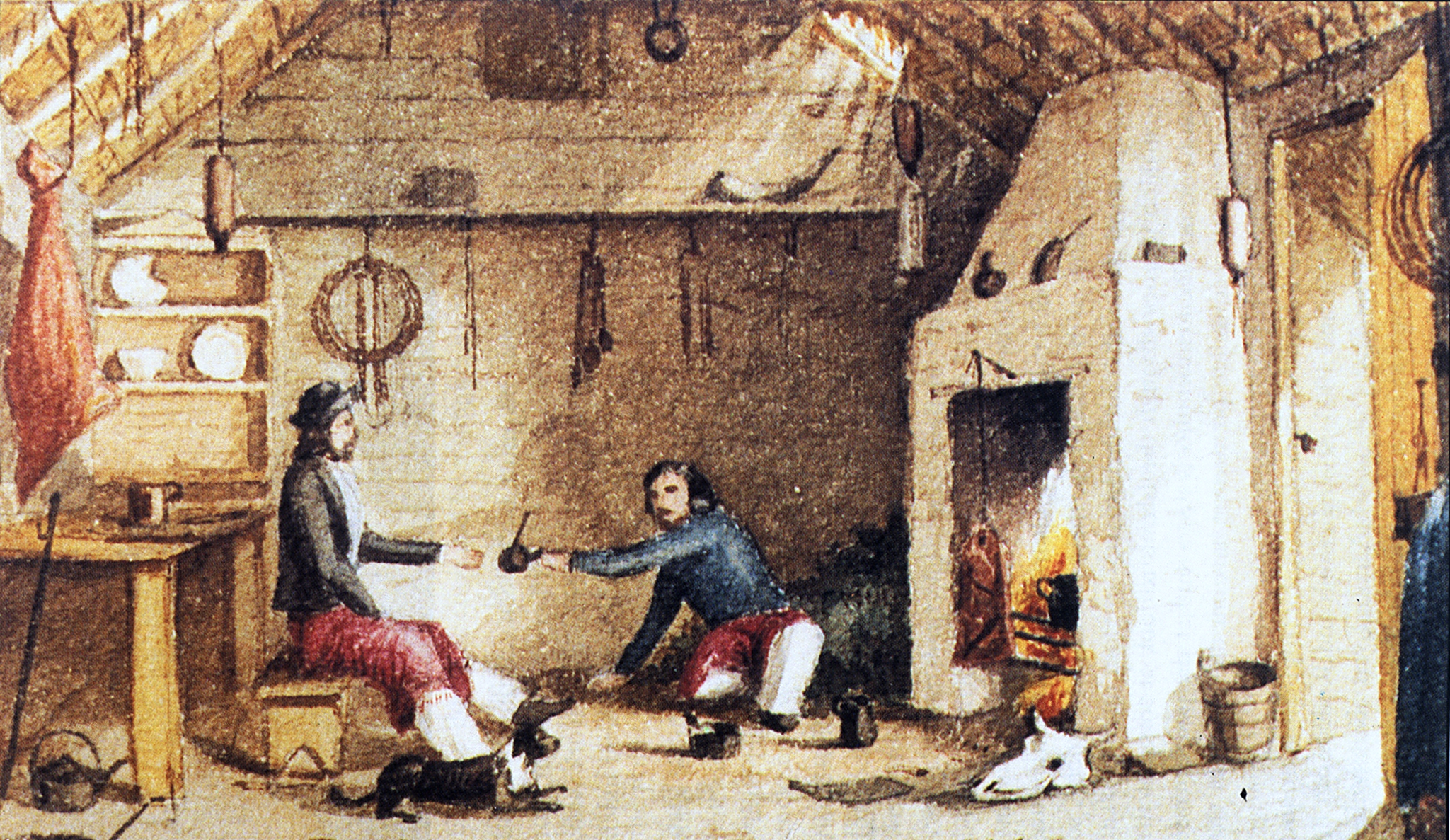
Gauchos malvinenses tomando mate en Hope Place.

En 1846, Samuel Lafone estableció un asentamiento en Valle Esperanza (Hope Place) en la orilla sur de la bahía, que fue poblada principalmente por gauchos rioplatenses. Hoy en día ese asentamiento está abandonado.
En 1976, el piloto Ian Campbell se ahogó después de que su hidroavión Beaver se estrellara en la bahía.
Durante la guerra de las Malvinas, el HMS Arrow estaba anclado en la bahía, proporcionando fuego de cobertura para la batalla de Pradera del Ganso.